# بابک حاتمی
بابک حاتمی (زاده ۲۴ مرداد ۱۳۶۵ در تبریز) بازیکن پیشین فوتبال اهل ایران است.
وی سابقه عضویت در تیم‌های شهرداری تبریز، آلومینیوم هرمزگان، سایپا تهران، پرسپولیس تهران و گسترش فولاد تبریز را دارد.
حضور در پرسپولیس
بابک حاتمی در تابستان ۱۳۹۳ با قراردادی رسمی به تیم پرسپولیس تهران پیوست و تا سال ۱۳۹۵ در این تیم حضور داشت. او در دوران حضورش در پرسپولیس در رقابت‌های لیگ برتر و جام حذفی به عنوان یکی از مدافعان کناری تیم بازی کرد. عملکرد او در دفاع، به‌ویژه در فصل ۹۴–۹۵، قابل‌قبول بود، گرچه در نیم‌فصل دوم جایگاه ثابتی در ترکیب اصلی نداشت.
مربی‌گری
بابک حاتمی پس از خداحافظی از فوتبال، وارد دنیای مربی‌گری شد و در سال ۱۴۰۱ به عنوان دستیار محسن بنگر در تیم امید وحدت مشهد فعالیت کرد. سپس در همان سال به عنوان سرمربی تیم پانیک تالش منصوب شد.